# جون ستيوارت سكوت
جون ستيوارت سكوت (بالإنجليزية: John Stuart Scott)‏ هو مخرج أمريكي، ولد في 11 أكتوبر 1966 في لونغ بيتش في الولايات المتحدة.

## وصلات خارجية
- جون ستيوارت سكوت على موقع IMDb (الإنجليزية)
- جون ستيوارت سكوت على موقع قاعدة بيانات الفيلم (الإنجليزية)